# シノブリウス
シノブリウス（Sinoburius, またはシノバリウス）は、約5億年前のカンブリア紀に生息した化石節足動物の一属。触角は短く、細長く特化した分岐を前脚にもつ。中国雲南省の澄江動物群で見つかった Sinoburius lunaris という1種のみ知られている。

## 名前
学名「Sinoburius」はラテン語「sino」（中国）と「burius」（不明の動物種）の合成語。模式種（タイプ種）の種小名「lunaris」はラテン語で「月の」を意味し、本種の三日月状の背甲にちなんで名付けられた。

## 形態

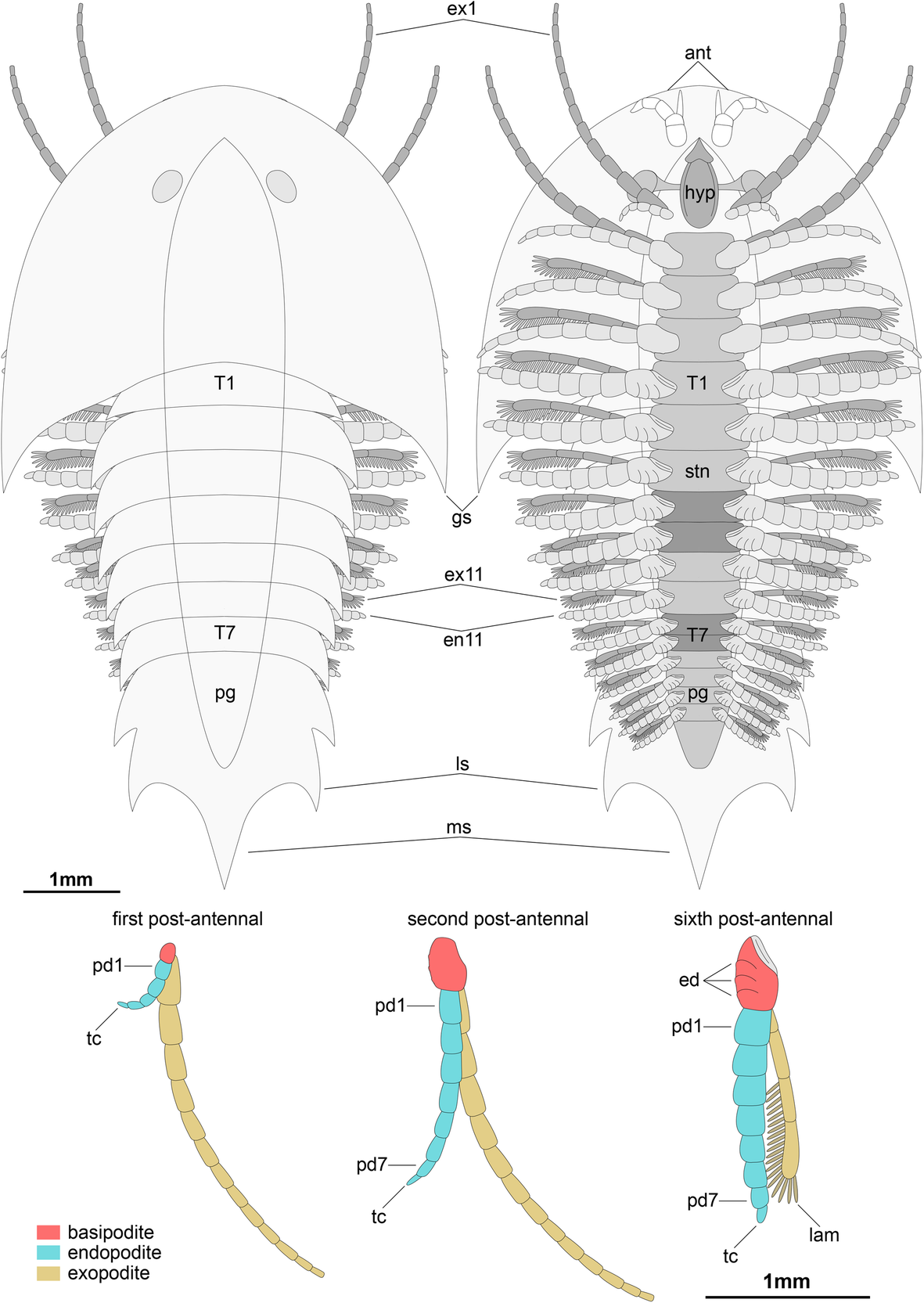
Chen et al. 2019 の復原図

体長約7-8cm。数多くの体節は頭部 (head, cephalon) と胴部 (trunk) に分かれ、胴部は更に複数節の胸部 (thorax) と1枚の尾部 (pygidium) に分けられる。
頭部は三日月型寄りの半円形の背甲 (head shield) に覆われており、長さは体長の半分、横幅は胴部の1.5倍ほど大きく発達している。背甲の中央付近には1対の側眼（複眼）があるが、具体的な背腹位置は意見が分かれ、Chen et al. 2019 では眼柄を介して背甲の腹面に付属とされるが、Schmidt et al. 2021 では直接に背甲の背面に付属した可能性もあるとされる。胸部は7-9枚の背板 (tergite) に覆われるが、個体によっては実際の体節数（8-9節、後述の付属肢が対応する）より少なく、後方1枚以上が体節の番目に対応しない構造となっている。尾部は4体節を覆い、縁辺部から末端1本と左右2対の棘が突出する。
腹面は順に1対の触角・1枚のハイポストーマ (hypostome)・16-17対の脚が並ぶ。触角は短く数節のみに分かれ、途中から1本の構造体が突き出す。ハイポストーマは雫型で、背甲前縁と隣接しない。脚は最初の4対が頭部に、途中の8-9対が胸部に、最後の4対が尾部に由来する。脚は全て二叉型で、原節 (basipod) から細い外肢 (exopod) と歩脚型の内肢 (endopod) が伸びる。原節の内突起 (endite) は目立たなく、各脚の間には1枚の腹板 (sternite) がある。第1-2脚は特化が進み、外肢は数多くの節に分れた細長い触角状であるのに対して、第1脚の内肢は著しく退化して5節のみに分かれている。残りの脚はほぼ同形で、外肢は後縁に数多くの細長い葉状の構造体（lamella) が並び、内肢は比較的丈夫な7節に分かれている。

## 生理学と生態
シノブリウスは海底の表面で採餌する底生生物であったとされ(p202)、触角状の第1-2外肢は現生のウデムシやサソリモドキの第1脚のように感覚用に特化したと考えられる。

## 分類

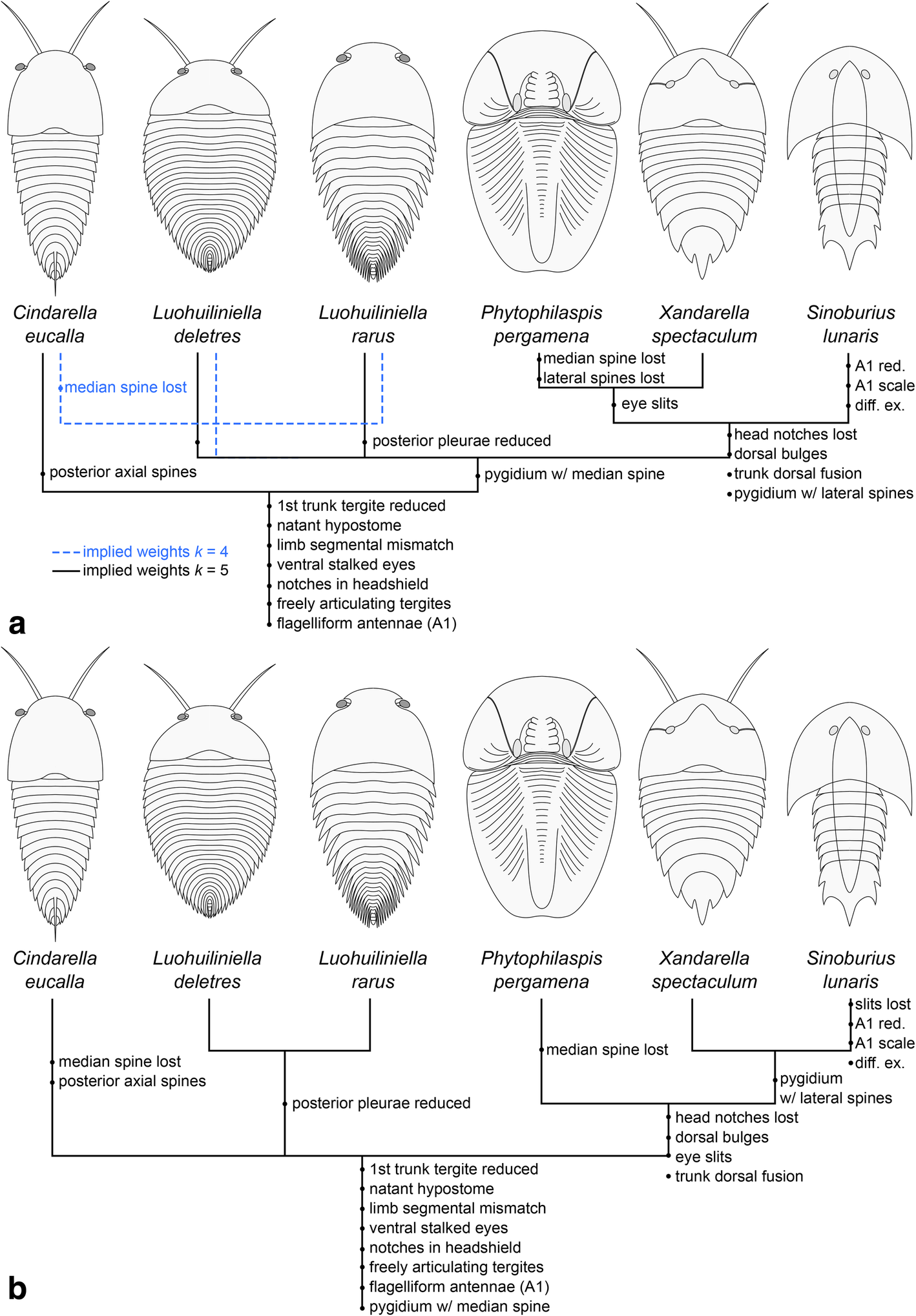
類の内部系統関係

シノブリウスは古生物のみ知られる節足動物の分類群Artiopoda類の三葉形類に属し、その中ではシンダレラやシャンダレラなどと共にXandarellida（=Petalopleura）類に分類される。この類は体節に対応しない背板が共通点で、そのうちシノブリウスは背甲（側眼に対応する陥入や溝をもたず、胴部より遥かに幅広い）と尾部（2対の側棘をもつ）の形態から他の種類と区別できる。また、シノブリウスの短い触角と特化した前脚の外肢は（原則として触角は発達で脚は概ね同形の）Artiopoda類全般から見てもかなり独特な性質である。
2021年現在、シノブリウス（シノブリウス属 Sinoburius）には Sinoburius lunaris という1種のみ認められるが、同種とされる一部の個体は各部位（特に胸部背板数と体節数の対応関係）にバリエーションが見られ、これは種内変異・性的二形・成長段階の違いの他に、複数の種を表した可能性もあるとされる。